# Wells (Nevada)
Wells – miasto w Stanach Zjednoczonych, w stanie Nevada, w hrabstwie Elko.